# Klatovy
Klatovy (en allemand : Klattau) est une ville de la région de Plzeň, en République tchèque, et le chef-lieu du district de Klatovy. Sa population s'élevait à 22 938 habitants en 2024.

## Géographie
Klatovy est arrosée par le Drnový potok, un affluent de la rivière Úhlava, et se trouve à 39 km au sud-sud-ouest de Plzeň et à 112 km au sud-ouest de Prague.

## Histoire
La naissance de la ville remonte à 1253, date du premier témoignage historique.
C'est une ville de marché sur la route qui relie la Bavière et la Bohême et elle s'enrichit rapidement. Prenant le parti de la Réforme lors des guerres hussites, sa bourgeoisie protestante continue de s'enrichir lors de la Renaissance, époque où elle est mentionnée comme septième ville la plus riche du royaume.
Le déclin commence avec la bataille de la Montagne Blanche (1620) et la répression contre le protestantisme qui s'ensuivit et la guerre de Trente Ans qui ravage la Bohême.
Jusqu'en 1918, la ville de Klatovy - Klattau faisait partie de la monarchie autrichienne (empire d'Autriche), puis Autriche-Hongrie (Cisleithanie après le compromis de 1867), chef-lieu du district de même nom, l'un des 94 Bezirkshauptmannschaften en Bohême.
Au XIXe siècle, l'industrie textile s'y développe.

## Population
Recensements ou estimations de la population de la commune dans ses limites actuelles :
| 1869*  | 1880*  | 1890*  | 1900*  | 1910*  | 1921*  | 1930*  |
| ------ | ------ | ------ | ------ | ------ | ------ | ------ |
| 11 964 | 14 059 | 14 754 | 16 960 | 18 620 | 18 085 | 18 221 |

| 1950*  | 1961*  | 1970*  | 1980*  | 1991*  | 2001*  | 2011*  |
| ------ | ------ | ------ | ------ | ------ | ------ | ------ |
| 17 213 | 17 294 | 19 087 | 21 744 | 23 098 | 23 033 | 22 133 |

| 2014   | 2015   | 2016   | 2017   | 2018   | 2019   | 2020   |
| ------ | ------ | ------ | ------ | ------ | ------ | ------ |
| 22 367 | 22 344 | 22 415 | 22 378 | 22 288 | 22 233 | 22 257 |

| 2021*  | 2022   | 2023   | 2024   | - | - | - |
| ------ | ------ | ------ | ------ | - | - | - |
| 21 579 | 21 587 | 22 496 | 22 938 | - | - | - |

## Patrimoine
- La tour noire — d'une hauteur de 81 mètres. L'auteur en est Antonius de Salla. Elle a été construite dans les années 1547 à 1557 pour exprimer la richesse de la ville.
- L'église jésuite de style baroque : construite en 1656 sous la direction de l'architecte Carlo Lurago.
- Le collège jésuite : il sert aujourd'hui de centre commercial et de bibliothèque municipale.
- L'hôtel de ville : construite en 1557, elle a connu de nombreuses reconstructions.
- La tour blanche — Clocher de 1581. Elle a connu un incendie en 1758. Elle a été réparée et rehaussée.
- Le cimetière juif et la synagogue.

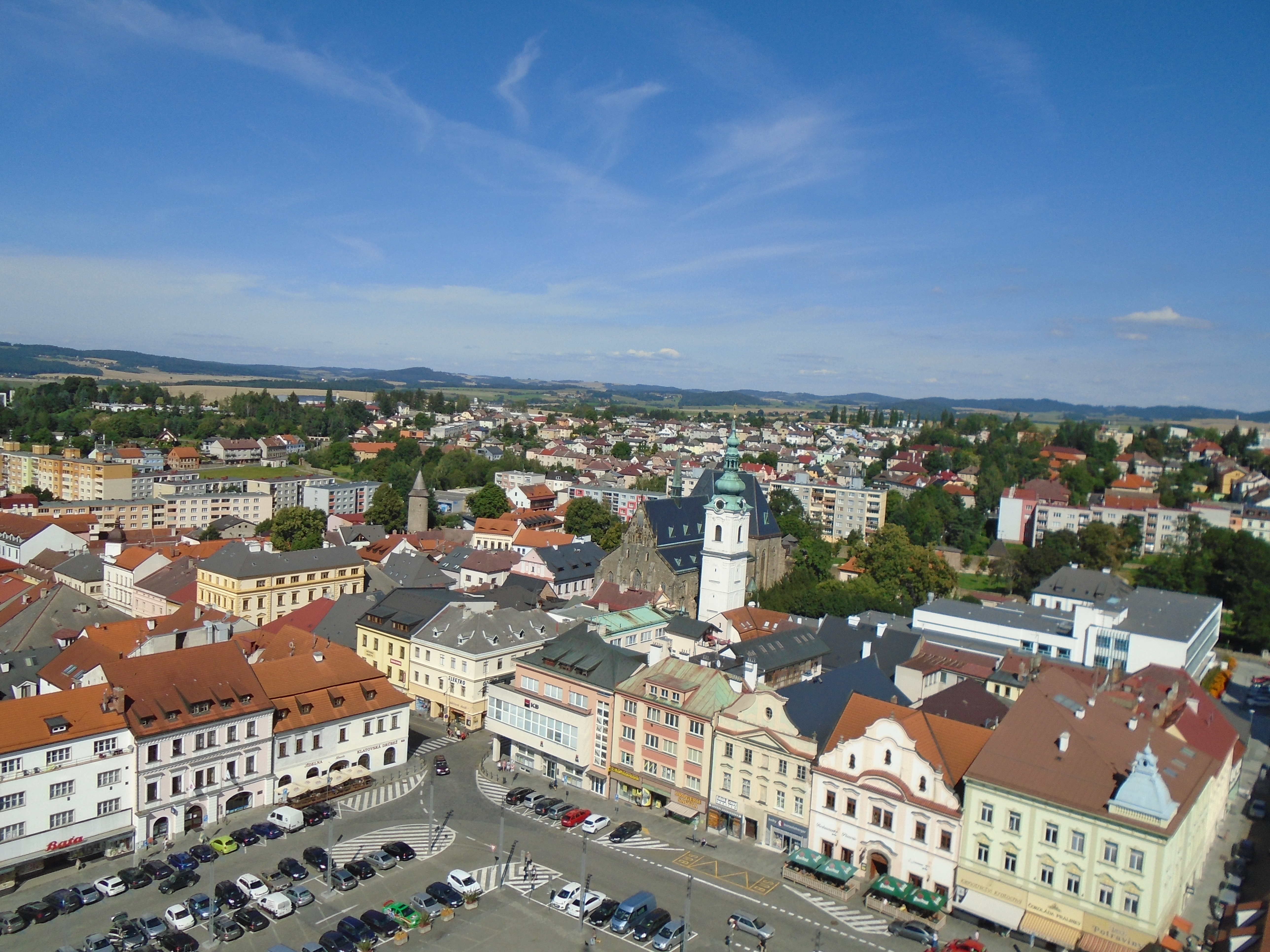
Klatovy ; place de la Paix.
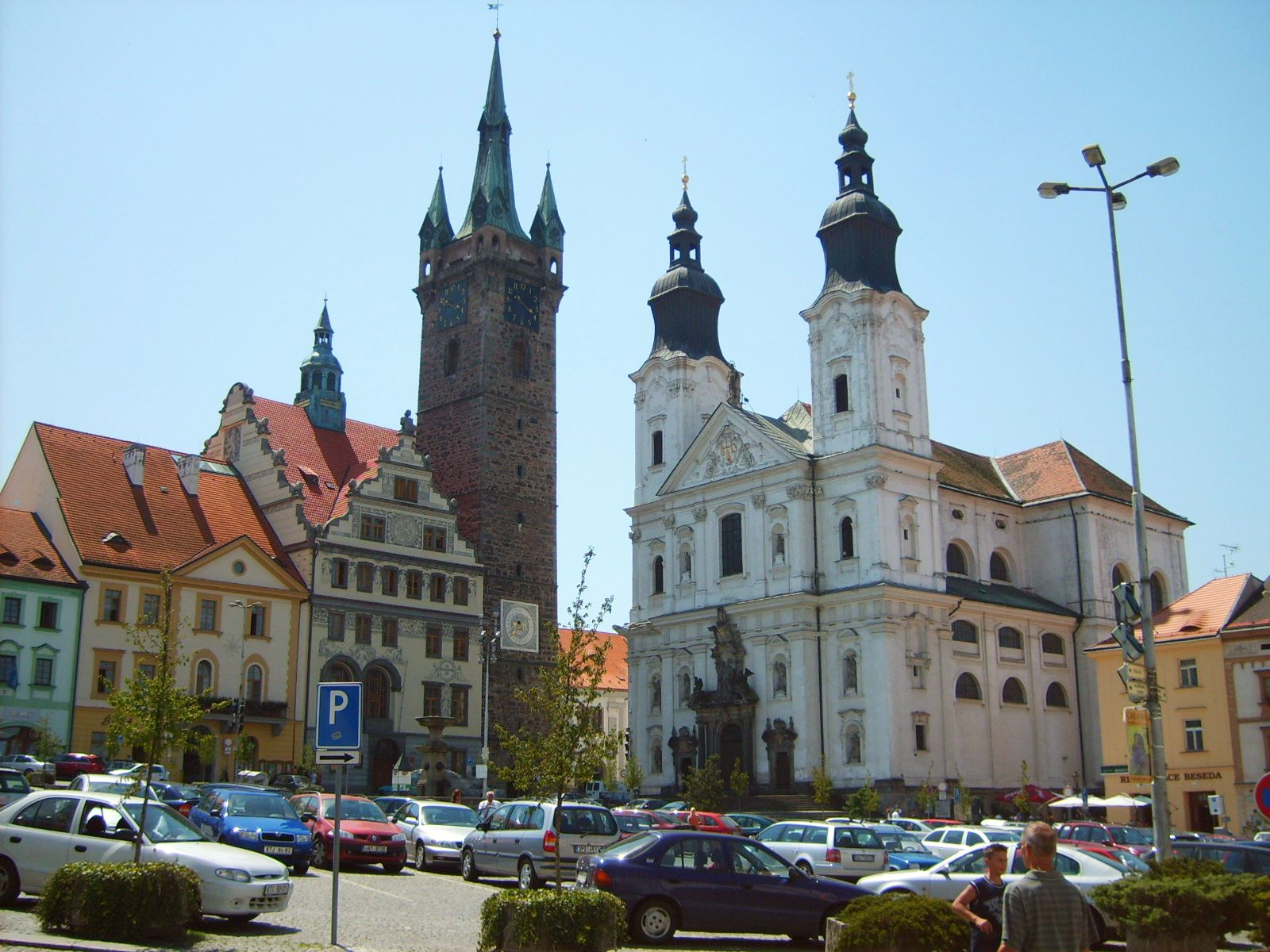
Hôtel de ville, Tour noire et église de l'Assomption et de Saint-Ignace de Loyola.
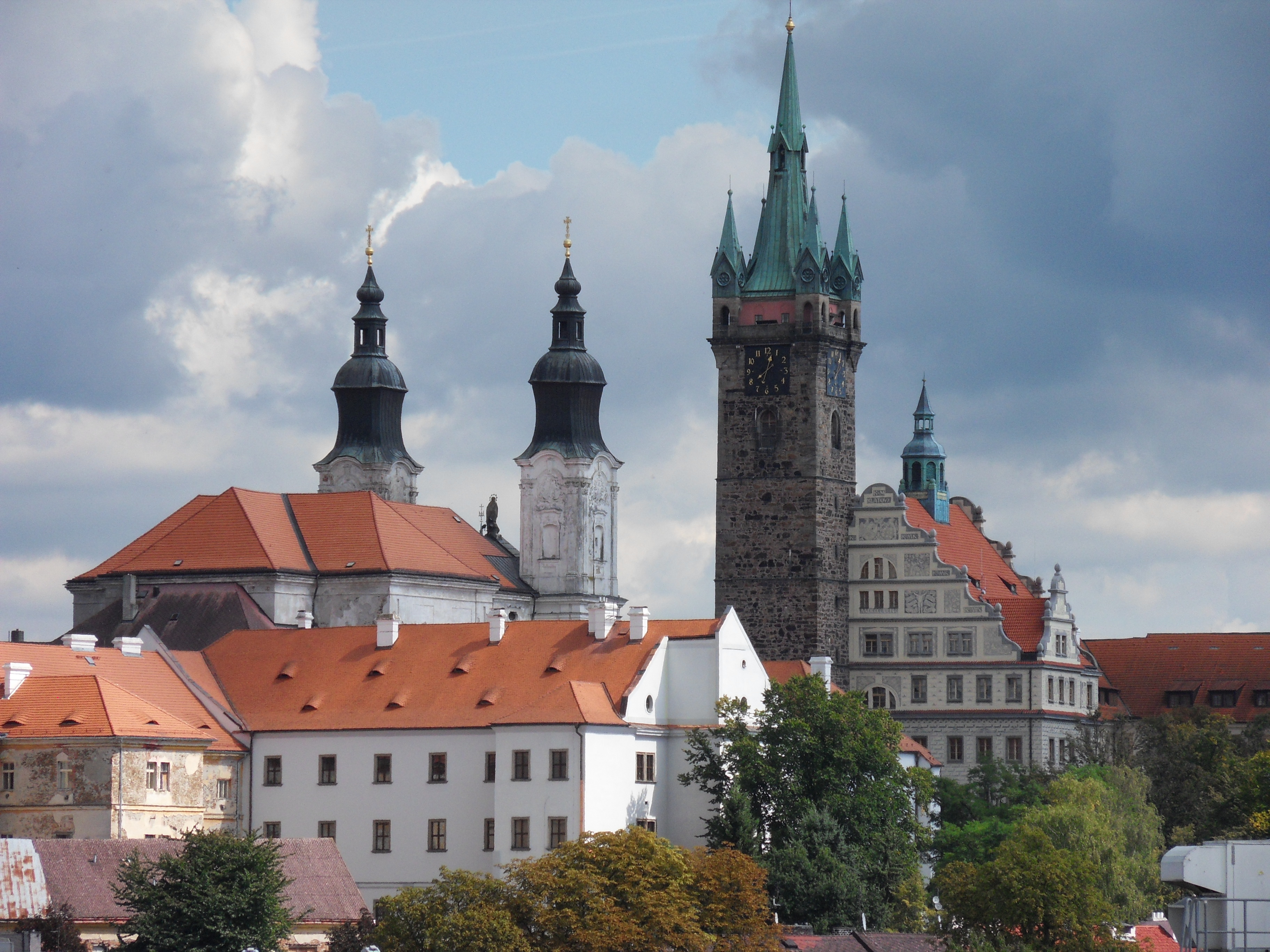
Église baroque et Tour noire.

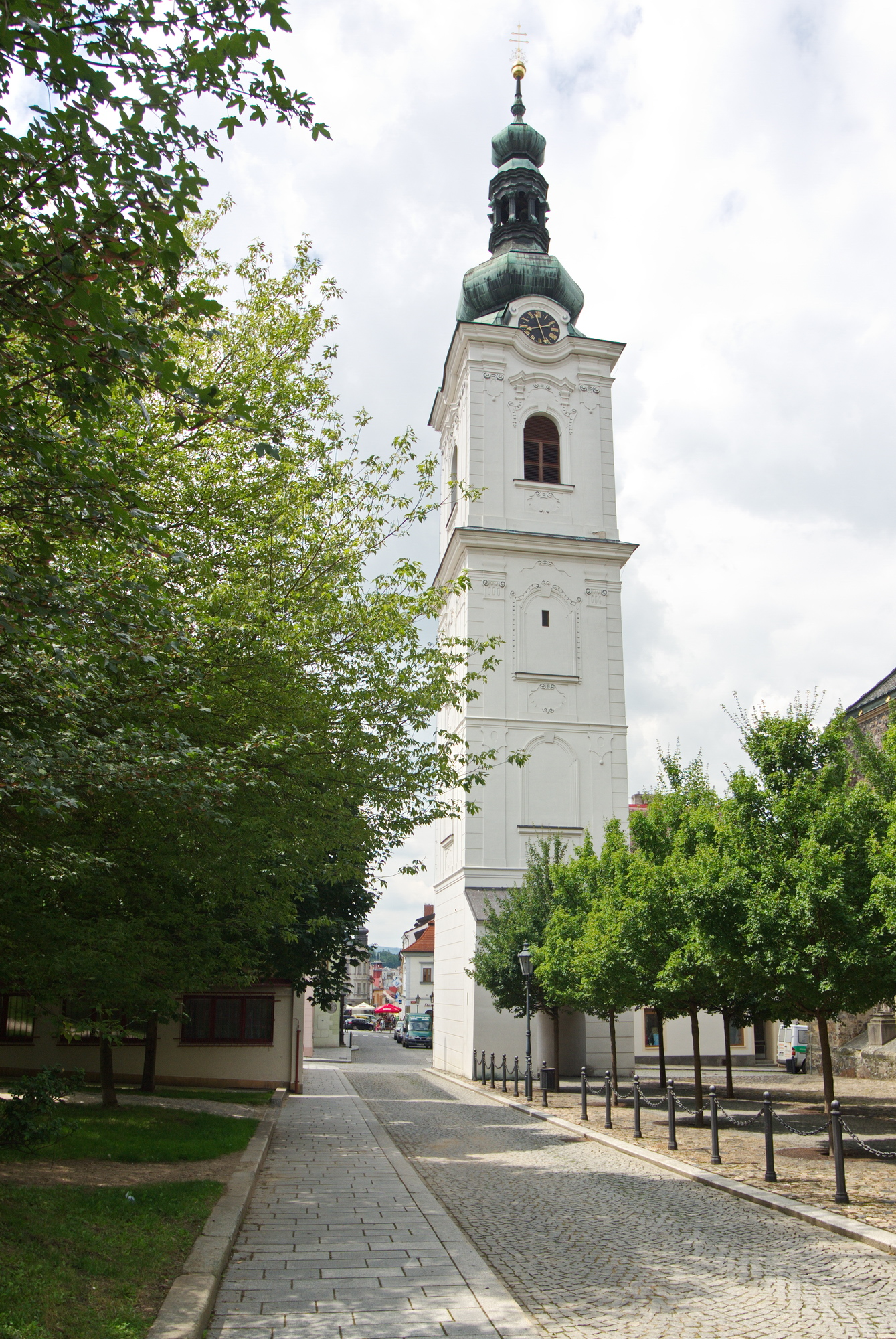
Tour blanche.
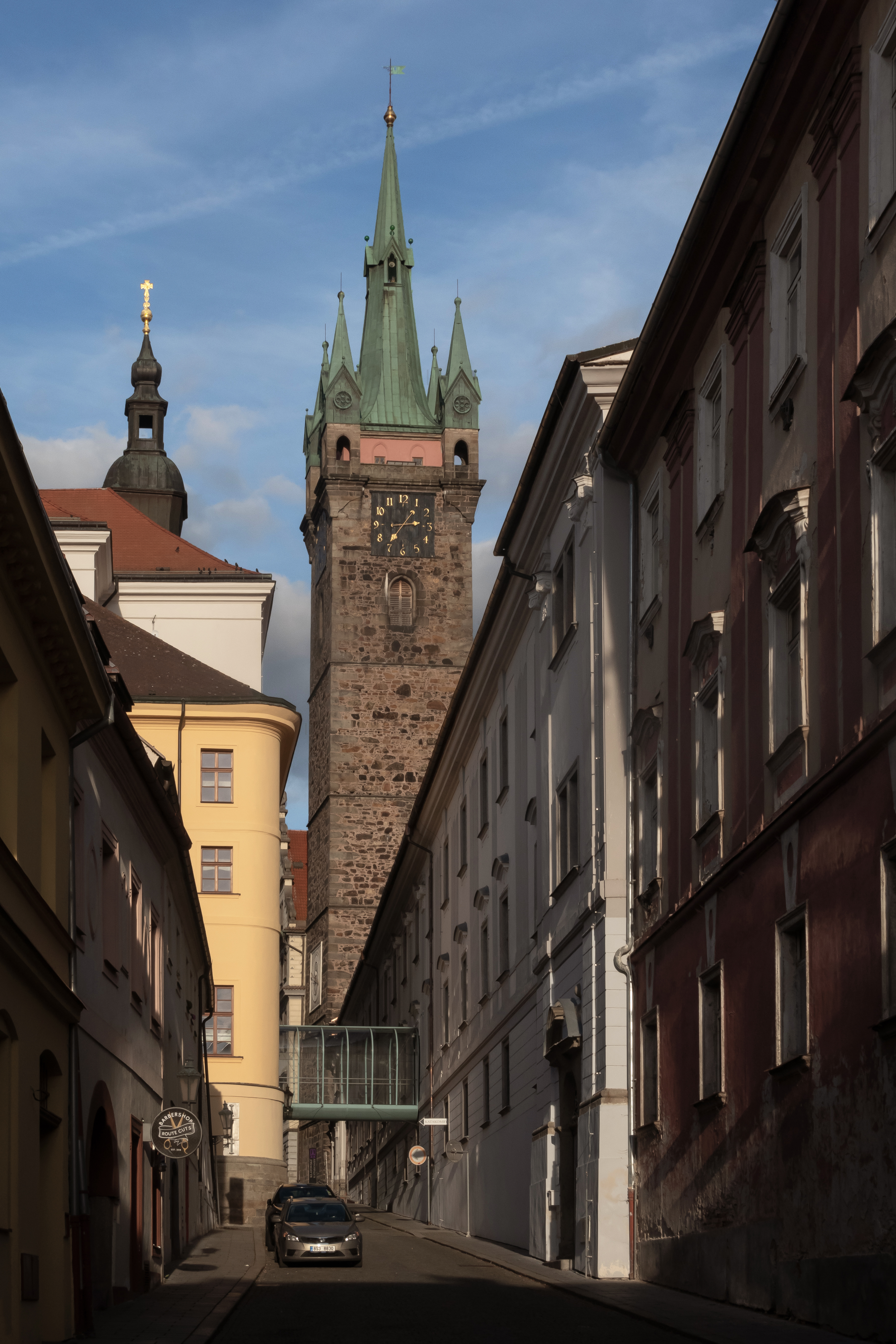
Tour noire.
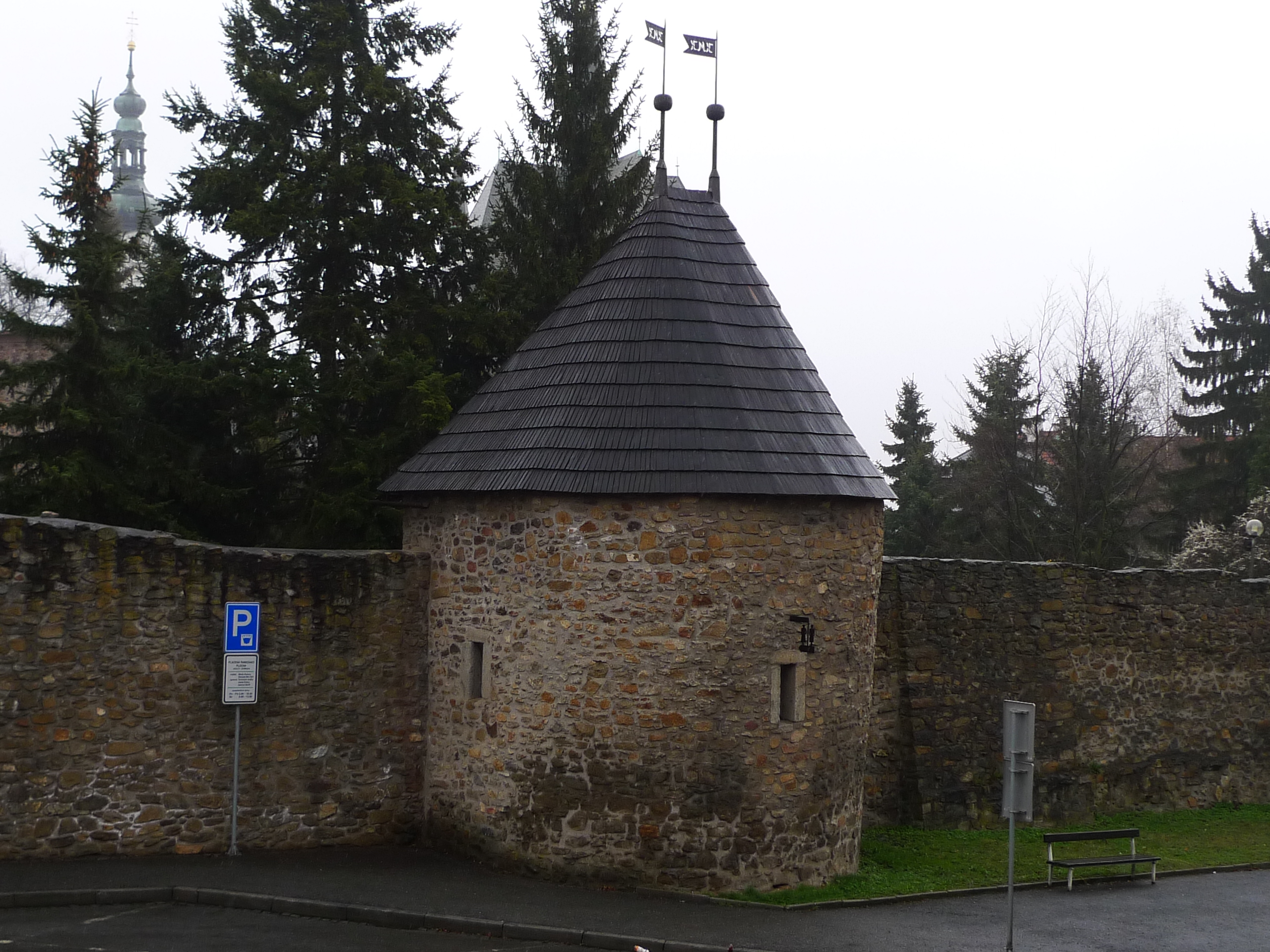
Muraille.
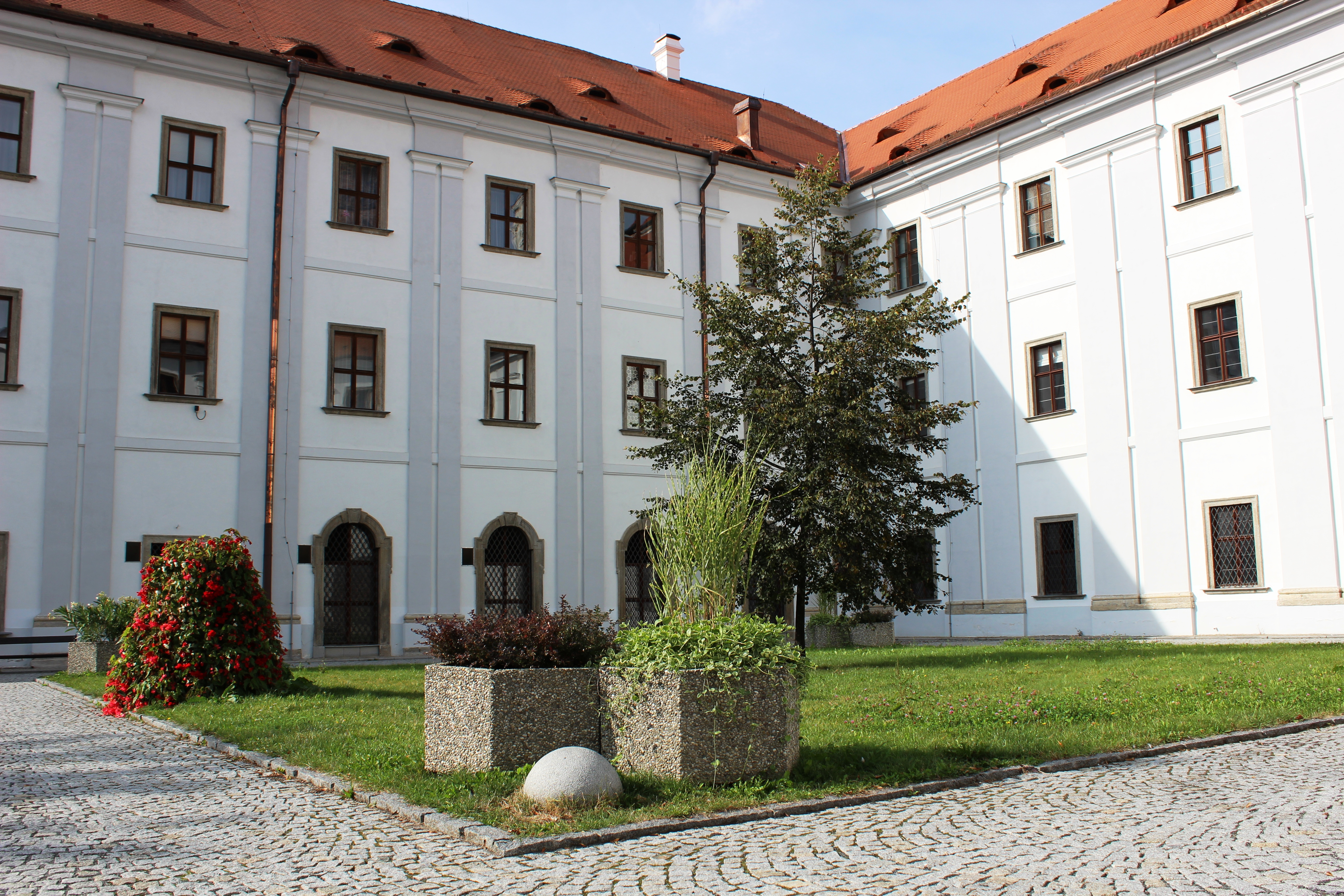
Collège jésuite.

## Transports
Par la route, Klatovy se trouve à 31 km de Domažlice, à 43 km de Plzeň  et à 131 km de Prague.

## Personnalités
- Josef Dobrovský (1753-1829), philologue et historien
- Bohuslav Balbín (1621-1688), prêtre jésuite, littérateur, historien et patriote tchèque, il a enseigné dans le collège jésuite.
- Pavel Kristián z Koldýna, originaire de Klatovy, il a enseigné à Prague.
- Jaroslav Vrchlický (1853-1912), écrivain, poète et traducteur, il a étudié dans le lycée local.
- Dominik Sváček (*1997), originaire de Klatovy, footballeur

## Jumelages
- Heemskerk (Hollande-Septentrionale) (Pays-Bas)
- Poligny (Jura) (France)
- Cham (Bavière) (Allemagne)
- Kleinmachnow (Allemagne)
- Schopfheim (Allemagne)